# IJsschotszwerfsteen

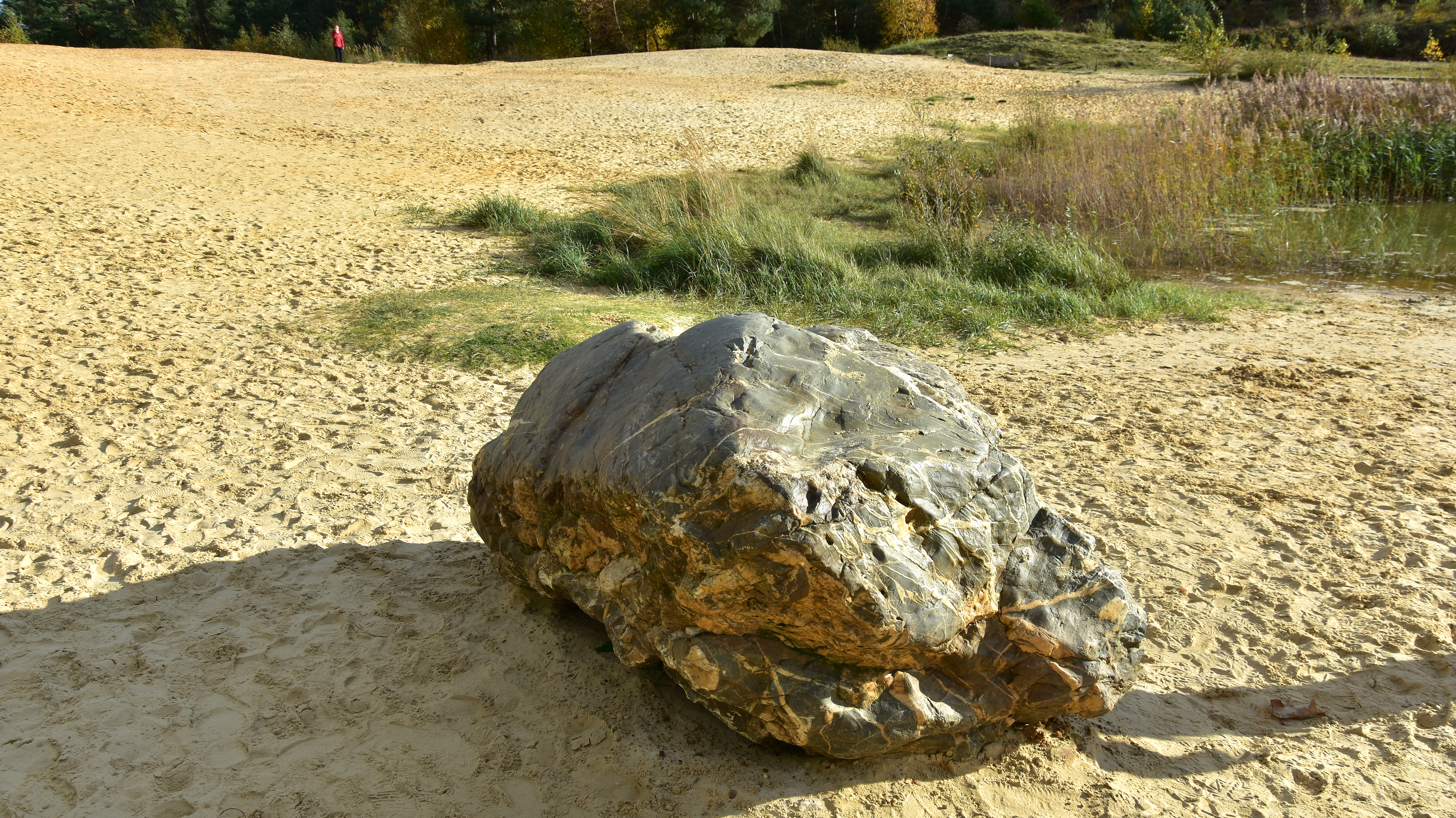
Een ijsschotszwerfsteen op de Mechelse Heide

Een ijsschotszwerfsteen, ook maasgrindblok genoemd, is een rotsblok afgezet door de Oermaas en bestaande hoofdzakelijk uit grind afkomstig van de oudste gesteenten uit de Ardennen, gevormd in het Paleozoïcum.
Deze grinden, of kiezel zoals ze plaatselijk worden genoemd, zijn rivierafzettingen die het oudste terras van de Maas vormden, ook Hoogterras genoemd of Zutendaal-grind. Deze grindlaag vormt een strook van Gellik tot Neeroeteren, in het zuiden plaatselijk tot 15 meter dik, naar het noorden afnemend tot ongeveer 8 meter. Het grind werd afgezet door de Maas tijdens zomers als het smeltwater maximaal werd afgevoerd. 

## Ontstaan
IJsschotszwerfstenen werden door de Maas tijdens het Cromeriaan aangevoerd.
Het brongesteente ontstond door erosie van de gesteenten van de Ardennen (390 tot 300 miljoen jaar geleden gedeformeerd door de Hercynische gebergtevorming). De gebergtevorming zorgde voor grote druk en hoge temperatuur. Bij temperatuursdaling en koeling ontstond er een glasachtige structuur in het gesteente en veranderde zand in zandsteen en uiteindelijk in kwartsiet. Het voorkomen van kwartsaders is typisch. Zowel in het zuiden van Belgisch als Nederlands-Limburg, die door de Maas in het verleden waren bedekt, komen ijsschotszwerfstenen voor.
Deze rotsblokken werden regelmatig aangetroffen tussen lagen met grof grind. Als ze zijn meegevoerd door een rivier met klein verval, zoals de Maas, kan dit alleen drijvend op, of ingevroren in ijsschotsen tijdens de jaarlijkse dooiperiode van een glaciaal. Het grind en zand is afgezet tijdens een koude periode, het Cromeriaan (850 tot 465 miljoen jaar geleden). Grote ijsschotsen waren geen uitzondering en konden tot 200 m³ groot zijn. Ze kwamen voor tijdens de strenge winters van de 20e eeuw. Het drijvend vermogen is dan voldoende om een grindblok van 18000 kg te verplaatsen (90 kg per m³).

## België
Een ijsschotszwerfsteen in België is onder andere:
- Grauwe Steen op het vijfdorpenpunt waar de vroegere gemeenten Heusden, Zolder, Koersel, Houthalen en Helchteren aan elkaar grenzen.

### Nationaal Park Hoge Kempen
Een selectie van een dertigtal ijsschotszwerfstenen is te zien op de Mechelse Heide, een deel van het Nationaal Park Hoge Kempen. Bij grindwinning werden ijsschotszwerfstenen vermalen.
De selectie vertegenwoordigt de verschillende soorten gesteenten die exclusief wordt aangetroffen in het grindpakket van Zutendaal (Hoogterras van de Maas). Ze staan in een cirkel opgesteld, in wijzerzin en in stratigrafische volgorde of volgens geologische ouderdom. Exemplaren zijn met kwartsaders doortrokken. Verder zijn er blokken doortrokken met kwartsiet uit het Cambrium,  verschillende soorten en divers gekleurde conglomeraten en zandstenen uit voornamelijk de oudere periodes van het Devoon, zwarte verkiezelde kalksteen uit het Onder-Carboon, grijze vuursteen en bleekgeel verkiezeld krijt uit het Krijt.  Enkele zeldzame exemplaren van onder andere zoetwaterkwartsiet en lydiet werden gestolen.
IJsschotszwerfstenen zijn strikt genomen geen zwerfstenen omdat de laatsten meegevoerd zijn door gletsjers of ijskappen tijdens het voorlaatste glaciaal. Tijdens die periode was dit deel van Limburg niet bedekt door een gletsjer of ijskap.

## Nederland
IJsschotszwerfstenen in Nederlands Zuid-Limburg zijn onder andere:
- Zwerfsteen in de Grindgroeve Elzetterbos
- Blokken bij de Grindgroeve Savelsbos
- Dikke Kei van Valkenburg